# داميان إنجليس
داميان إنجليس (بالفرنسية: Damien Inglis)‏ مواليد 20 مايو 1995، هو لاعب كرة سلة فرنسي يلعب مع فريق ميلووكي باكز في الرابطة الوطنية لكرة السلة ويحمل الرقم 17. يبلغ طوله 6 قدم 9 بوصة (2.1 م).

## فرق لعب لها
- ميلووكي باكز

## روابط خارجية
- داميان إنجليس على موقع الاتحاد الدولي لكرة السلة (الإنجليزية)
- داميان إنجليس على موقع الدوري الأوروبي لكرة السلة (الإنجليزية)
- داميان إنجليس على موقع إن بي أي (الإنجليزية)
- داميان إنجليس على موقع دوري كرة السلة الياباني للمحترفين (اليابانية)
- داميان إنجليس على موقع سبورتس رفرنس (الإنجليزية)
- داميان إنجليس على موقع كرة السلة الأوروبية.كوم (الإنجليزية)
- داميان إنجليس على موقع إي إس بي إن.كوم (الإنجليزية)
- داميان إنجليس على موقع ريلجم (الإنجليزية)
- داميان إنجليس على موقع بروبوليرز (الإنجليزية)
- داميان إنجليس على موقع سبورتس رفرنس (الإنجليزية)